# Wang Yang (polityk)
Wang Yang (chiń. 汪洋; pinyin Wāng Yáng; ur. 12 marca 1955 w Suzhou w prow. Anhui) – chiński polityk, wicepremier Chińskiej Republiki Ludowej w latach 2013-2018.
Należy do grupy etnicznej Han, od 1975 roku jest członkiem Komunistycznej Partii Chin. Ukończył studia z zakresu ekonomii politycznej w Centralnej Szkole Partyjnej w Pekinie. 
W latach 1988–1998 burmistrz Tongling. W latach 90. pełnił szereg funkcji urzędniczych w prowincji Anhui, był m.in. dyrektorem i sekretarzem Prowincjonalnej Komisji Planowania (1992-1993), członkiem Stałego Komitetu Prowincjonalnego KPCh (1993-1998) i wicegubernatorem (1993-1999). W latach 1999–2003 był członkiem Państwowej Komisji Reform i Planowania.
W latach 2005–2007 sekretarz Komitetu Miejskiego KPCh w Chongqingu. Przeprowadził w mieście szereg reform, na czele z poszerzeniem swobody wypowiedzi w mediach. Nie rozwiązał jednak problemów z wszechobecną w mieście korupcją oraz przestępczością zorganizowaną i ostatecznie został zastąpiony na tym stanowisku przez Bo Xilaia.
W latach 2007–2012 pełnił funkcję przewodniczącego Komitetu Prowincjonalnego KPCh w prowincji Guangdong. Znany jako reformator, za swoich rządów prowadził mocno wolnorynkową politykę gospodarczą i był zwolennikiem politycznego liberalizmu. Podczas protestów we wsi Wukan w 2011 roku odwołał lokalnych urzędników i pozwolił mieszkańcom, by sami wybrali nowe władze.
Od 2007 do 2012 roku był członkiem Stałego Komitetu KPCh i jego Biura Politycznego. W marcu 2013 roku został jednym z 4 wicepremierów ChRL w rządzie Li Keqianga. Piastował to stanowisko do marca 2018 roku. 14 marca 2018 roku został wybrany przewodniczącym Ludowej Politycznej Konferencji Konsultatywnej Chin.